# تیتوس تارکوئینیوس

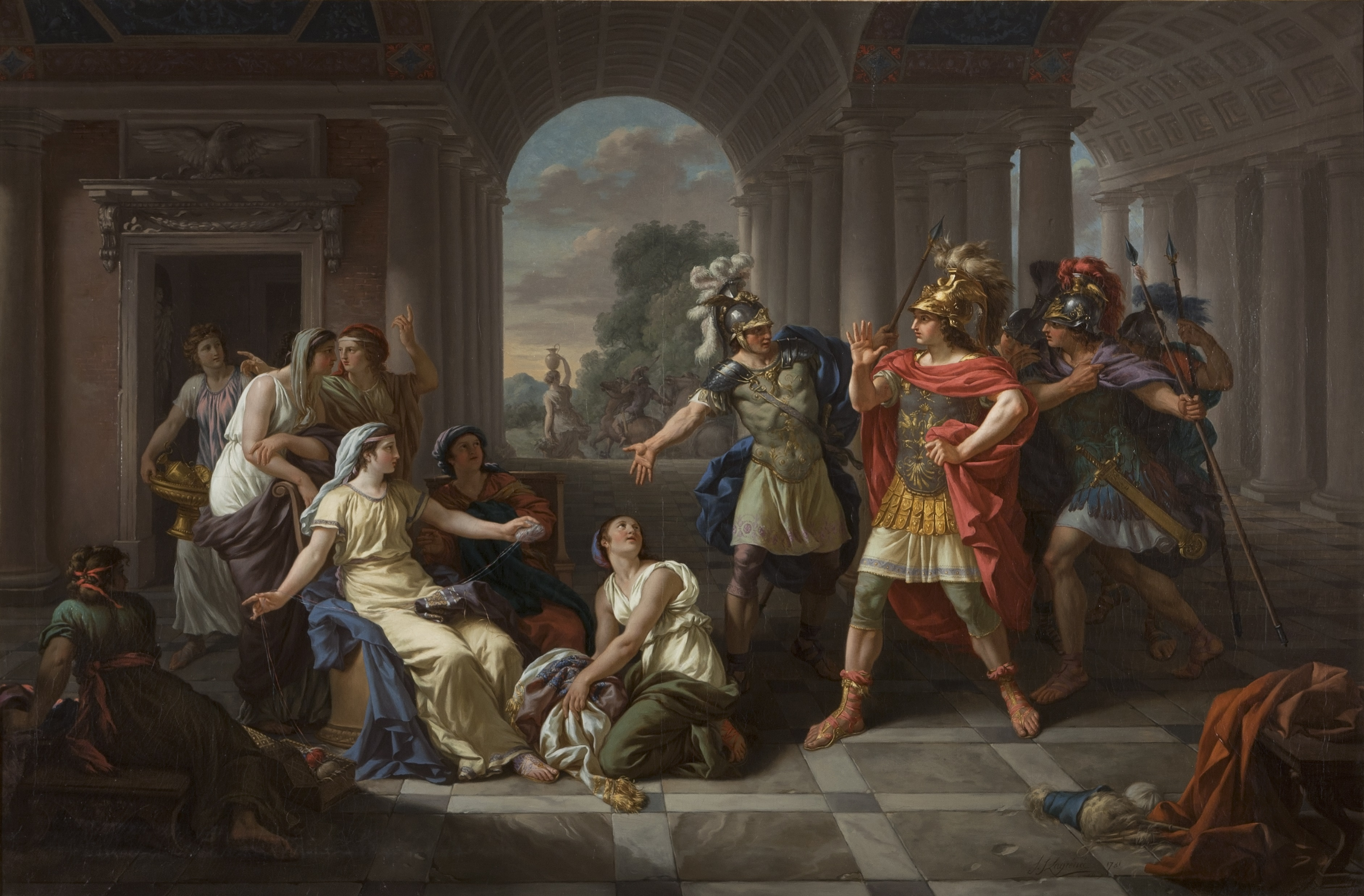
پسران تارکین در حال تحسین فضیلت لوکرتیا اثر ژان ژاک لاگرنه، 1781

تیتوس تارکوئینیوس (به لاتین: Titus Tarquinius) یک نظامی و اشرافی اهل پادشاهی روم و فرزند لوکیوس تارکوئینیوس متکبر، آخرین شاه روم، بود.

## خانواده
وی فرزند لوکیوس تارکوئینیوس متکبر و تولیای جوان‌تر بود و برادرانش آرونس و سکستوس بودند. تیتوس لیویوس و فابیوس پیکتور (نخستین مؤرخ رومی) او را بزرگ‌ترین فرزند خانواده، و دیونوسیوس هالیکارناسی او را فرزند دوم یا سوم می‌دانند.

## زندگی‌نامه

### دوران سلطنت پدرش
بر طبق روایت تیتوس لیویوس در کتاب از پیدایش روم، لوکیوس تارکوئینیوس، در دورانی که پادشاه روم بود، خوابی ناخوشایند دید که از آن بسیار مضطرب شد و تصمیم گرفت کسانی را به‌سوی غیب‌گوی دلفی بفرستد تا از وی تعبیر آن خواب را بخواهند. چون جرئت نکرد پاسخ‌های احتمالی آن غیب‌گو را به کس دیگری بسپارد، دو پسرش، تیتوس و آرونس، را روانهٔ دلفی (از شهرهای یونان) کرد و خواهرزادهٔ خویش، لوکیوس یونیوس بروتوس، را نیز به‌عنوان همسفر ضمیمهٔ ایشان کرد. پس چون این سه تن به معبد دلفی رسیدند و تعبیر خواب شاه را از آن پیشگو خواستند، تیتوس و آرونس از پیشگو پرسیدند که کدامشان پادشاه روم خواهد شد. پیشگو از درون غار پاسخ داد که هرکس که زودتر مادرش را بوسه زند، پادشاه روم می‌شود. در حالی‌که تیتوس و آرونس قرعه می‌زدند که کدام‌یک پس از رسیدن به روم مادرش را ببوسد، بروتوس با خود پنداشت که منظور آن پیشگو از لفظ «مادر» زمین بوده‌است. پس تظاهر به لغزیدن کرد و در حینی که به زمین می‌افتاد، زمین را بوسید.

### پس از تأسیس جمهوری
پس از تجاوز سکستوس تارکوئینیوس به لوکرتیا و متعاقباً شورش مردم و براندازی پادشاهی و تأسیس جمهوری، تارکوئینیان از روم تبعید شدند: تیتوس و آرونس با پدرشان لوکیوس به کائره، از شهرهای اتروسکان، رفتند و سکستوس به گابیئی پناهنده گشت اما در آنجا کشته شد.

#### نبرد دریاچه رگیلوس
لوکیوس تارکوئینیوس متکبر با یک کودتا و سپس سه جنگ کوشید تاج‌وتخت روم را بازپس‌گیرد: نخست، نبرد جنگل آرسیا (۵۰۹ ق. م)؛ دوم، محاصرهٔ روم به‌کمک نیروهای لارس پورسنا (۵۰۸ ق. م)؛ و در پایان نبرد دریاچه رگیلوس (۴۹۹ یا ۴۹۶ ق. م). در نبرد دریاچه رگیلوس، تیتوس در برابر ارتش جمهوری روم قرار گرفت و همین حضور او و پدرش در رأس سپاه سبب شد رومیانِ جمهوری‌خواه با تهور و انتقام‌جویی بیشتری حرب کنند. در این نبرد، مارکوس والریوس تیتوس را از روی جامه و زره باشکوهش شناخت. پس متهورانه بر وی تاخت تا او را بکشد و خاندان تارکوئینیان را برای همیشه تارومار کند، اما به‌دست گاردمحافظ تیتوس کشته شد؛ البته جنگ با پیروزی رومیان و تحکیم پایه‌های جمهوری پایان یافت. لیویوس می‌گوید تارکوئینیوس متکبر و تیتوس از این نبرد جان به‌در بردند اما دیونوسیوس هالیکارناسی می‌گوید تیتوس کشته شد. بر طبق تاریخ‌نگاری تیتوس لیویوس، تاریخ این نبرد باید ۴۹۹ یا ۴۹۶ ق.م. بوده باشد.